# Luis Arredondo
Luis Arredondo Cepeda (ur. 24 czerwca 1952) – meksykański judoka. Olimpijczyk z Monachium 1972, gdzie zajął dziewiętnaste miejsce w kategorii do 80 kg.
Zdobył srebrny medal na Igrzyskach Ameryki Środkowej i Karaibów w 1974 roku.
Jego brat René Arredondo startował w zapaśniczym turnieju olimpijskim w Tokio 1964.

## Letnie Igrzyska Olimpijskie 1972
| Konkurencja | Walki              | Klas. końcowa |
| Konkurencja | 1/16               | Miejsce       |
| ----------- | ------------------ | ------------- |
| do 80 kg    | Gerd Egger (FRG) P | XIX           |